# Sara Wiseman
Pour les articles homonymes, voir Sara et Wiseman.
Sara Wiseman, née le 27 mai 1972 à Auckland, est une actrice néo-zélandaise.

## Filmographie

### Cinéma

#### Longs métrages
- 2005 : Luella Miller de Dane Giraud : Lydia
- 2006 : Sione's Wedding de Chris Graham : Une femme
- 2008 : Jinx Sister d'Athina Tsoulis : Laura
- 2010 : Matariki de Michael Bennett : Megan
- 2010 : The Insatiable Moon de Rosemary Riddell : Margaret
- 2011 : Love Birds de Paul Murphy : La seconde maman
- 2011 : Rest for the Wicked de Simon Pattison : Susan
- 2013 : Nerve de Sebastien Guy : Jennifer
- 2017 : Human Traces de Nic Gorman : Tanya
- 2022 : Dark Noise de Clara Chong : Sergent Joanne Kerr
- 2024 : La Planète des singes : Le Nouveau Royaume (Kingdom of the Planet of the Apes) de Wes Ball : Dar

#### Courts métrages
- 1999 : Letters About the Weather de Peter Salmon : Grace
- 2000 : The Waiting Room d'Ian Hughes : La femme
- 2001 : Home Kill d'Andrew Bancroft : Tanya
- 2003 : The Gateway to Hell de Tristan Strange : Dr West
- 2006 : Embers de Marc Laureano : Beth
- 2007 : The Word de Quentin Parr : Sam Glover
- 2008 : Our Secret de Nicholas Riini : Sarah
- 2008 : This Is Her de Katie Wolfe : Sandra
- 2008 : Bridge de Jochen FitzHerbert : Bea
- 2013 : Mumma's Boy de Craig Hall : Molly

### Télévision

#### Séries télévisées
- 1995 / 2001 : Xena, la guerrière (Xena: Warrior Princess) : Une amazone / Une femme
- 1996 / 1999 : Hercule (Hercules: The Legendary Journeys) : Mab / Hephates
- 1999 : Jackson's Wharf : Rebecca Priest
- 2000 : Street Legal (en): Louise Jarvis
- 2001 - 2004 : Mercy Peak : Dr Nicky Sommerville
- 2002 : Mataku : Petra
- 2004 : Serial Killers : Skye
- 2007 - 2008 : Outrageous Fortune : Danielle
- 2008 : Amazing Extraordinary Friends : Dr Helen
- 2009 : The Cult : Annabelle Wills
- 2011 / 2021 - 2022 : Shortland Street : Dr Jennifer Mason / Francesca Telford
- 2011 : Crownies : Lisa Simpson
- 2011 - 2012 : The Almighty Johnsons : Helen
- 2013 - 2018 : A Place to Call Home : Carolyn Bligh
- 2015 : The Doctor Blake Mysteries : Olivia Goldsmith
- 2016 - 2018 : Rake : Caitlin
- 2017 : Auckward Love : Olivia
- 2018 : Constance : Kate O' Brien
- 2020 : One Lane Bridge : Jackie Ryder
- 2020 : The Sounds : Annette McGregor
- 2020 : Between Two Worlds : Sophia Grey
- 2020 : Inside : Jean
- 2021 : Dr Harrow : Tanya Reed
- 2021 : Creamerie : Hunter
- 2021 : Brokenwood : Anne
- 2021 : Power Rangers : Dino Fury : Arla
- 2021 : My Life Is Murder : Eleanor Bernay
- 2021 : The Gulf : Valerie Wells
- 2021 : Mystic : Lauren
- 2021 - 2022 : Qui ment ? (One of Us Is Lying) : Maire Rebecca Kelleher
- 2021 - 2023 : Under the Vines : Simone
- 2024 : High Country : Helen Hartley

#### Téléfilms
- 2002 : Alerte maximum (Atomic Twister) de Bill Corcoran : Lisa Gilmore
- 2012 : Lune de miel tragique (Fatal Honeymoon) de Nadia Tass : Anchor Person
- 2014 : Auckland Daze : Sara
- 2015 : Venus and Mars de John Laing : Sue Stewart

### Scénariste
- 2017 : Ripple (téléfilm)
- 2013 : Morepork (court métrage)

### Productrice exécutive
- 2019 : Flip (court-métrage)